# A1 Team Áustria

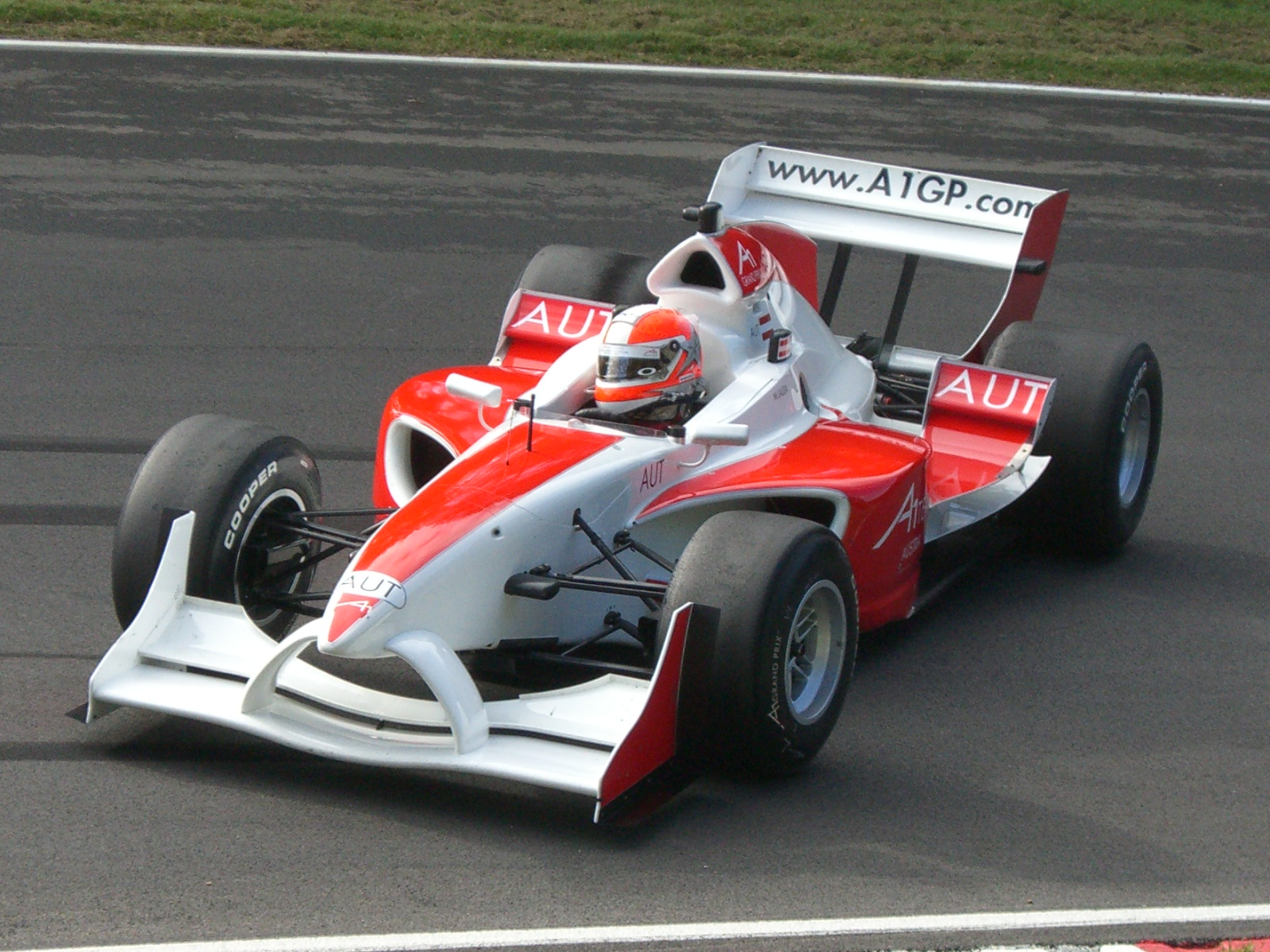
Mathias Lauda em Brands Hatch

A A1 Team Áustria foi uma equipe de automobilismo que representou a Áustria na A1 Grand Prix. Disputou apenas a primeira temporada da categoria.
A equipe foi anunciada em setembro de 2005, junto com os times da Itália e Japão, numa parceria entre os ex-pilotos Niki Lauda e Keke Rosberg, tendo como piloto o filho do austríaco, Mathias Lauda, além de Patrick Friesacher, que o substituiu na etapa do México.
Na sua única temporada na categoria, pontou apenas em seis das 22 corridas, tendo como melhores resultados dois 7º lugares em Dubai e na África do Sul, ambos conquistados por Mathias Lauda. Após a temporada, a equipe retirou-se da competição.

## Resultados
(key), "spr" indica Corrida Sprint, "fea" indica Corrida Principal.
| Ano     | Equipe-base  | Chassis, Motor, Pneus    | Pilotos            | 1       | 2       | 3       | 4       | 5       | 6       | 7       | 8       | 9       | 10      | 11      | 12      | 13      | 14      | 15      | 16      | 17      | 18      | 19      | 20      | 21      | 22      | Pontos | Posição |
| ------- | ------------ | ------------------------ | ------------------ | ------- | ------- | ------- | ------- | ------- | ------- | ------- | ------- | ------- | ------- | ------- | ------- | ------- | ------- | ------- | ------- | ------- | ------- | ------- | ------- | ------- | ------- | ------ | ------- |
| 2005-06 | Team Rosberg | Lola, Zytek, Cooper Avon |                    | GBR spr | GBR fea | GER spr | GER fea | PRT spr | PRT fea | AUS spr | AUS fea | MYS spr | MYS fea | ARE spr | ARE fea | ZAF spr | ZAF fea | IDN spr | IDN fea | MEX spr | MEX fea | USA spr | USA fea | CHN spr | CHN fea | 14     | 19º     |
| 2005-06 | Team Rosberg | Lola, Zytek, Cooper Avon | Mathias Lauda      | 20      | 11      | 13      | 15      | 16      | 10      | 19      | Ret     | 18      | Ret     | 17      | 7       | 16      | 7       | 13      | Ret     |         |         | 12      | 9       | Ret     | 13      | 14     | 19º     |
| 2005-06 | Team Rosberg | Lola, Zytek, Cooper Avon | Patrick Friesacher |         |         |         |         |         |         |         |         |         |         |         |         |         |         |         |         | 10      | 9       |         |         |         |         | 14     | 19º     |